# Ёрж, Нина Степановна
Нина Степановна Ёрж (14 января 1914 — 10 февраля 1995) — передовик советского сельского хозяйства, звеньевая виноградарского совхоза «Абрау-Дюрсо» Министерства пищевой промышленности СССР, Новороссийский район Краснодарского края, Герой Социалистического Труда (1950).

## Биография
Родилась в 1914 году в станице Гостагаевская, Таманского отдела Кубанской области, ныне Краснодарского края в крестьянской русской семье.
С 1945 года начала работать на виноградниках Абрау-Дюрсо, чуть позже ей доверили возглавить звено виноградарей в совхозе "Абрау-Дюрсо" Министерства пищевой промышленности СССР.    
В 1949 году её звено сумело получить рекордный урожай винограда. Было собрано 103,3 центнера ягоды с каждого гектара на площади 10,3 гектара.  
«За получение высоких урожаев винограда в 1949 году», указом Президиума Верховного Совета СССР от 26 сентября 1950 года Нине Степановне Ёрж было присвоено звание Героя Социалистического Труда с вручением ордена Ленина и медали «Серп и Молот».
Продолжала и дальше трудиться в сельском хозяйстве на виноградниках Абрау-Дюрсо.  
Проживала в Абрау-Дюрсо. Умерла 10 февраля 1995 года.

## Награды
За трудовые успехи была удостоена:
- золотая звезда «Серп и Молот» (26.09.1950);
- орден Ленина (26.09.1950);
- другие медали.